# التاج المزدوج
التاج المزدوج أو بشنت هو تاج توحيد منطقتي مصر، مصر العليا ومصر السفلى. يُشار إليه أيضًا باسم سخمتي الذي يعني القوتين (قوة مصر العليا ومصر السفلى) أو باسم بشنت. يجمع بشنت بين حدجت التاج الأبيض لمصر العليا مع دشرت التاج الأحمر لمصر السفلى. هناك نقش مثير للاهتمام تم العثور عليه في مقبرة فرعون الأسرة الرابعة يقول، «لقد أكل التاج الأحمر... ويسعد بامتلاك سحر التاج في بطنه». يعتقد المؤرخون أن هذه إشارة مجازية إلى ضم مصر العليا لمصر السفلى كما هو موضح في لوحة نارمر. يُنسب إلى نارمر اختراع التاج المزدوج، على الرغم من أن الملك الأول الذي كان يرتدي التاج كان جر. تم تصوير حورس مرتديًا التاج المزدوج بالإضافة إلى أتوم، وكلاهما له علاقة مميزة بالملك. كما هو الحال مع ودشرت وحدجت، لم يتم العثور على بشنت؛ كل شيء معروف عنها يأتي من الحكايات والنقوش والرسوم القديمة.

التاج المزدوج

يمثل بشنت سلطة الملك على كل مصر الموحدة. كانت تحمل شعارين للحيوان: الكوبرا المصرية، المعروف باسم الصل، الجاهز للضرب، الذي يرمز إلى مصر السفلى إلهة وادجيت؛ ونسر مصري يمثل آلهة وصاية مصر العليا نخبيت. تم تثبيتها في مقدمة بشنت ويشار إليها باسم «سيدتان». في وقت لاحق، تم استبدال رأس النسر أحيانًا بكوبرا ثانية.

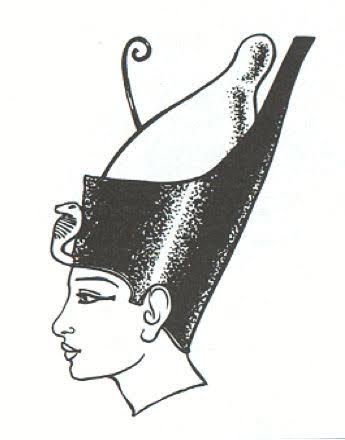
شكل التاج المزدوج

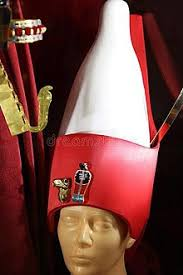
نموذج تقليدي من التاج المزدوج يحمل النسر المصري و الكوبرا المصرية

## التاريخ
يُنسب اختراع بشنت عمومًا إلى ملك الأسرة الأولى مينا، ولكن أول من ارتدى التاج المزدوج كان فرعون الأسرة الأولى جر.
قائمة الملوك على حجر باليرمو، والتي تبدأ بأسماء ملوك مصر السفلى (يُعتقد في الوقت الحاضر أنهم أنصاف الآلهة الأسطورية)، والتي تظهرهم مرتدين التاج الأحمر، تشير إلى توحيد البلاد من خلال إعطاء بشنت لجميع ملوك الأسرة الأولى والملوك اللاحقين. من ناحية أخرى، يُظهر جزء القاهرة هؤلاء الحكام في عصور ما قبل التاريخ وهم يرتدون بشنت.

## علم الآثار
كما هو الحال مع تيجان دشرت وحدجت، لم يتم العثور على أي بشنت. لا يُعرف إلا من خلال التماثيل والرسومات والنقوش والحكايات القديمة.

## الأساطير
من بين الآلهة التي تُصوَّر أحيانًا وهي ترتدي التاج المزدوج حورس  وأتوم أو رع يمثلان الملك أو لهما علاقة خاصة به.

## استشهادات
1. ↑  Dunand، Françoise؛ كريستيان زيفي-كوش ، "الآلهة والرجال في مصر: 3000 قبل الميلاد إلى 395 م" ، مطبعة جامعة كورنيل 2004 ، ص 32f.
2. ↑  ويلكنسون ، توبي أ. ه ، "مصر المبكرة للأسرة" ، روتليدج 1999 ، ص 196
3. ↑  Trigger، B. ز (1982). "صعود الحضارة في مصر". في Clark، J. ديزموند (المحرر). تاريخ كامبريدج لأفريقيا. المجلد 1 ، من الأزمنة الأقدم إلى 500 قبل الميلاد. Cambridge: مطبعة جامعة كامبريدج. ص. 521. DOI:10.1017 / CHOL9780521222150.008. ISBN:9781139054553. {{استشهاد بكتاب}}: تأكد من صحة قيمة |doi= (مساعدة)
4. ↑  Kemp، Barry John،  Ancient Egypt: Anatomy Of A Civilization ، Routledge 2006، p.92
5. ↑  زاندي ، جان ، "دراسات في الديانة المصرية: مكرسة للبروفيسور جان زاندي" ، بريل 1982 ، ص 74